# Вакцинація проти COVID-19 у Франції
Вакцинація проти COVID-19 у Франції — це кампанія масової імунізації населення Франції проти COVID-19 під час пандемії коронавірусної хвороби.
Вакцинація проти COVID-19 у Франції розпочалась 27 грудня 2020 року після схвалення в Європейському Союзі вакцини Pfizer–BioNTech проти COVID-19. Згідно з даними журналу «The Lancet», вакцинація проти COVID-19 у Франції запобігла додатковій 631 тисячі смертей з 8 грудня 2020 року до 8 грудня 2021 року.

## Застосування
У світі створено низку вакцин проти COVID-19, які перебувають на різних стадіях розробки.
| Вакцина            | Схвалення       | Застосування      |
| ------------------ | --------------- | ----------------- |
| Pfizer–BioNTech    | 21 грудня 2020  | 27 грудня 2020    |
| Moderna            | 6 січня 2021    | 12 січня 2021     |
| Oxford–AstraZeneca | 29 січня 2021   | 6 лютого 2021     |
| Janssen            | 11 березня 2021 | 23 квітня 2021    |
| Novavax            | 20 грудня 2021  | не застосовується |
| Valneva            | В очікуванні    | не застосовується |
| Sanofi–GSK         | В очікуванні    | не застосовується |
| CureVac            | відкликано      | Ні                |

### Вакцини на стадії клінічних досліджень
| Вакцина | Тип (технологія) | I етап    | II етап   | III етап |
| ------- | ---------------- | --------- | --------- | -------- |
| VLA2001 | Інактивована     | завершено | завершено | в роботі |
| CoVepiT | Субодинична      | в роботі  | ні        | ні       |
| TMV-083 | Векторна         |           |           |          |

## Стратегія вакцинації
Стратегія вакцинації, запроваджена урядом Франції, має три основні мети:
1. Зменшити смертність та кількість важких форм хвороби
2. Захистити доглядальників і систему охорони здоров'я
3. Забезпечити безпеку вакцини та імунізації.

Вакцинацію планують проводити в п'ять етапів.

### І етап
Перший етап вакцинації проводився серед найбільш пріоритетних груп населення. З 27 грудня 2020 року вакцинація розпочалась із мешканців будинків престарілих і догляду, а також їх персоналу старших 50 років. З 2 січня 2021 року вакцинація розпочалась для опікунів старше 50 років, а потім для пожежників і домашніх опікунів старше 50 років з 5 січня 2021 року.

### ІІ етап
На цей етап заплановано вакцинація осіб з високим ризиком. З 18 січня 2021 року вакцинуватися можуть особи віком від 75 років, які не проживають у будинках догладу чи будинках пристарілих. Цей етап тривав до кінця лютого і включав 5 мільйонів осіб. З кінця лютого щеплення могли зробити особи віком від 65 до 74 років.

### ІІІ етап
На цей етап щеплень заплановано вакцинувати осіб, які є більш уразливими, ніж населення в цілому. Він відбувався навесні і проводився наступним особам:
- Особи віком від 50 до 64 років.
- Особи, які не можуть свмостійно пересуватися, та персонал, що їх супроводжує.
- Особи, які проживають у закритих приміщеннях або в спільних приміщеннях.
- Особи з супутніми захворюваннями (ХОЗЛ, гіпертонія, ішемічна хвороба серця, ниркова недостатність, онкологічні захворювання протягом до 3 років або в стадії розвитку, трисомія 21, цукровий діабет I і II типу, ожиріння, особи, які отримали направлення для трансплантації органів або клітин).
- Особи, які працюють у життєво важливих галузях, та контактують із великою кількістю людей (освіта, безпека, харчування).

### IV—V етапи
На цих етапах проводиться масова вакцинація усіх, кому виповнилось 18 років.

## Прогрес вакцинації
Щоденні оновлення кількості вакцинованих надавав «Santé Publique France».